# オペル ブランデンブルク工場

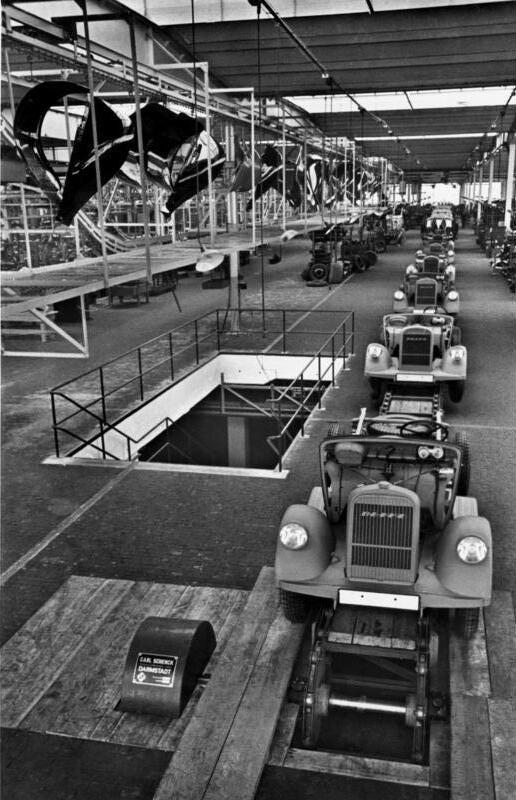
ブランデンブルク工場の組み立て施設

オペル ブランデンブルク工場（Opelwerk Brandenburg ：ブランデンブルク・アン・デア・ハーフェルのオペル製造工場）は、ドイツ国防軍向けにオペル製トラックの供給を確保するために1935年にドイツ政府の主導により印象的な迅速さで建設された自動車生産工場である。1920年代終わりには国内の乗用車市場の25%を占めていたオペル社は、リュッセルスハイム工場の乗用車生産で大量生産技術に先鞭をつけていたことからこの計画の筆頭候補であった。1935年11月から1944年8月までに13万台以上のトラックがこのブランデンブルク工場で生産された。

## 歴史
1935年初めの報道用資料では政府の支援を受けたアダム・オペルは既存のリュッセルスハイム工場の生産能力が限界に達したためにブランデンブルク・アン・デア・ハーフェルに新たな工場を建設することに決めたと報じた。1936年モデルの乗用車生産を控えたリュッセルスハイム工場の生産能力を明けるために、ブランデンブルク工場は1935年10月の操業開始を目途に迅速な建設を計画された。
ジーロー運河 (Silo Canal) の河畔南に位置する敷地面積850,000平方メートル (9,100,000 sq ft)のこの工場は、現在では街のジーロー運河東工業地区 (Silo Canal East industrial zone) となっている。オペル工場建設計画の当時は工場自体は敷地面積の全てを必要とせず、余剰地の多くは引き続き農業用地として活用されることになっていた。この計画には地元の住人の退去が含まれていたが、1935年の報道用資料では読者に対して工場敷地の未使用部分は更なる通達があるまでは工場建設により退去した地元の住人が無料で使用できる旨を保証していた。
1935年4月7日に工事の最初の一鍬が入れられ、8月10日には工場建物の完成式典を行うことが可能なまでになった。定礎式を行ってからちょうど190日後の1935年11月18日に最初のトラックが生産ラインを離れた。生産は長さ178メートル、各階の面積が24,200-平方メートル (260,000 sq ft)の2階建ての生産棟で行われた。ボディ架装と塗装は地階で、シャーシとエンジンやアクスルの組み立ては2階で行われた。各々が自前の動力を持つ合計1,200台の工作機械が据えられており、これにより従来の工場レイアウトの特徴であったベルト駆動の工作機械よりもはるかに自由度が高かった。27ある生産ラインを合わせると長さ5,000メートル（3マイル以上）に達した。この工場は出力4,000 kWの自前の発電所を持ち、稼働中は毎時7トンの石炭を消費した。
総建設費は1,400万ライヒスマルクを記録した。予定された生産能力は150台/日のブリッツ トラックであり、元々公表されていた年間生産量はトラック2万5,000台であったが、1939年の時点で既に2万7,936台を生産していた。1942年7月にオペル社内で頭角を現してきた人材ハインリヒ・ノルトホフが工場長の職を引き継いだ。ノルトホフは後にフォルクスワーゲンの事業を構築することに指導力を発揮したことで広く知られている。
1944年8月6日に工場はイギリス空軍の攻撃を受けて工場の20%を破壊された。第二次世界大戦終結後の時点で生産再開は可能であると考えられていたが、ブランデンブルクの地域自体がソ連占領地域であり、戦勝国がオペルの生産設備に対する独自の計画を持つことが早々に明らかとなった。リュッセルスハイムとブランデンブルクの工場は解体され、梱包された後にソビエト連邦に輸送された。ソ連でモスクヴィッチ・400/420 (Moskvitch 400/420) として再登場したオペル社製の乗用車とは違い、既存のブリッツ トラックがソ連製の車両として登場することはなかった。

## 従業員
1935年11月の従業員は680名であったが、1940年には3,365名にまで増加していた。この工場の操業中の最大従業員数は1943年に記録した4,286名であった。

## 生産量
1937年4月から1944年8月までにこの工場では8万2,356台の「ブリッツS」 3トン・トラック、1万4,122台のロング・ホイールベース版と特殊架装用に8,336台分の低床シャーシが生産された。この低床シャーシのほとんどにはバス用ボディが架装された。
四輪駆動の「ブリッツA」が1940年7月に追加され、4,000台の半装軌式トラック版を含む約13万台が1940年から1944年までに生産された。
元々はツヴィッカウのアウトウニオン社（ホルヒ）で生産が始まった中統制型乗用車 ホルヒ 901も1940年から1943年までこのブランデンブルク工場でライセンス生産されていた。

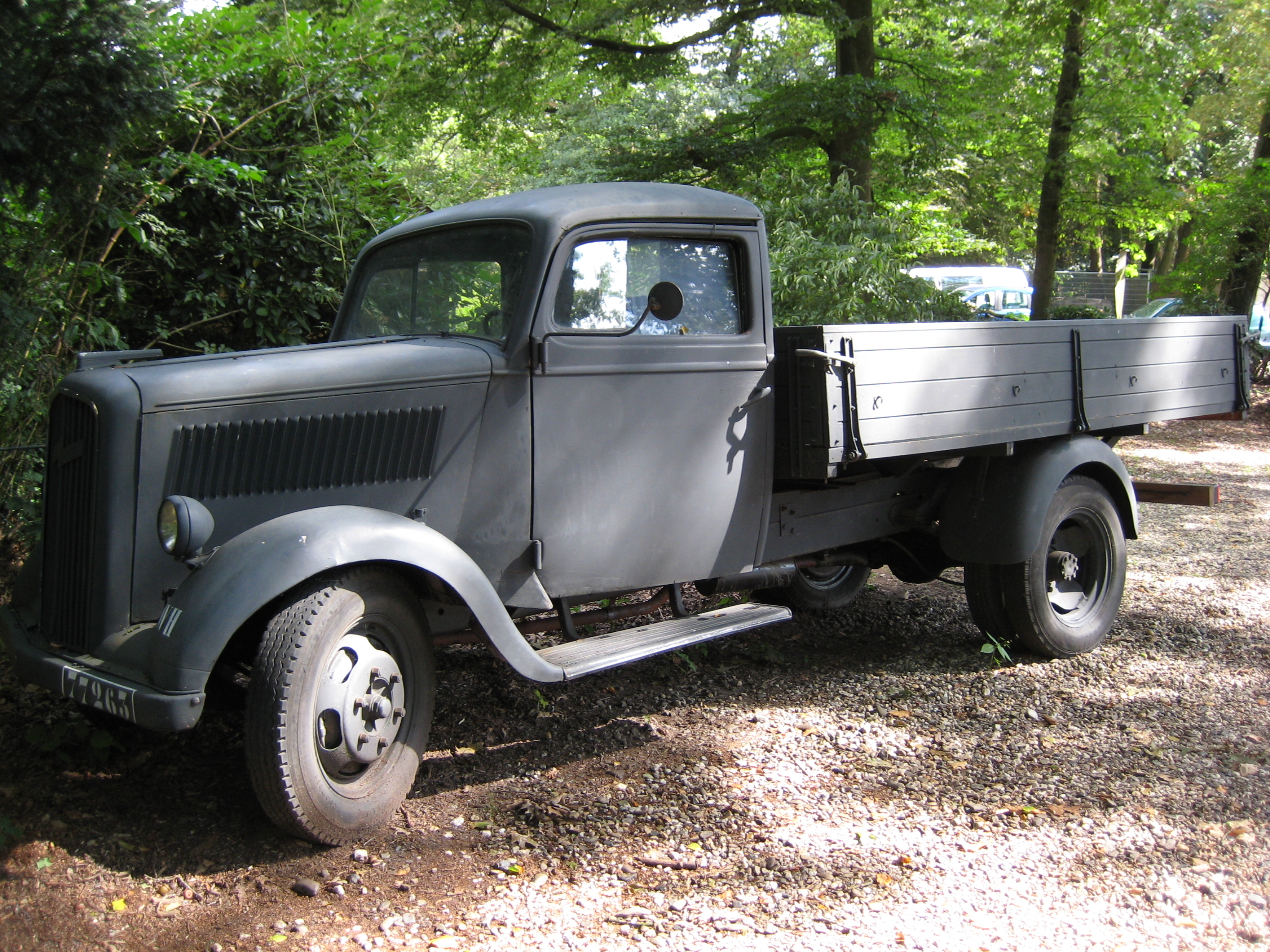
オペル・ブリッツ トラック
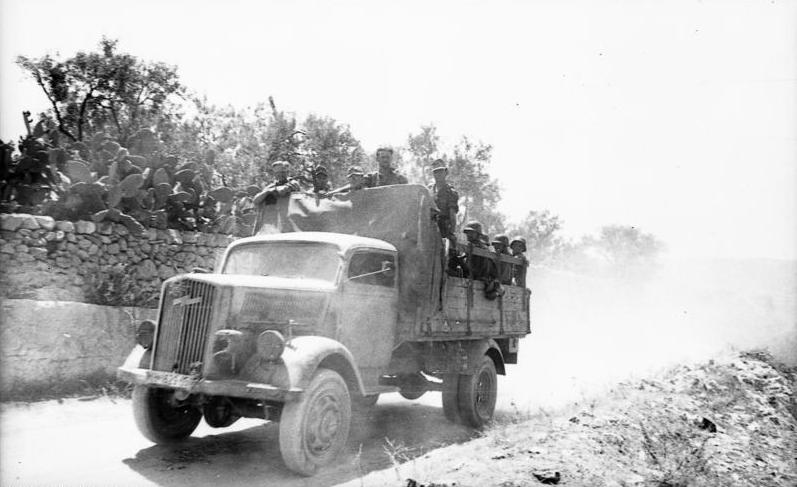
四輪駆動のブリッツA
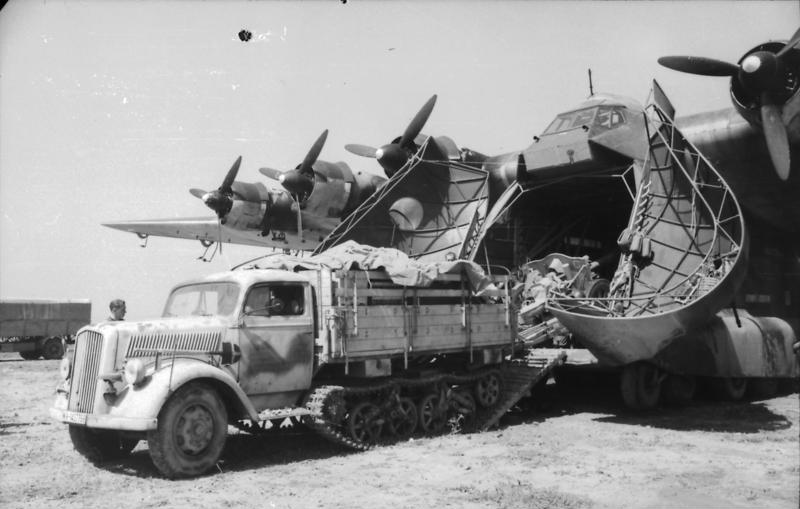
半装軌式のマウルティア
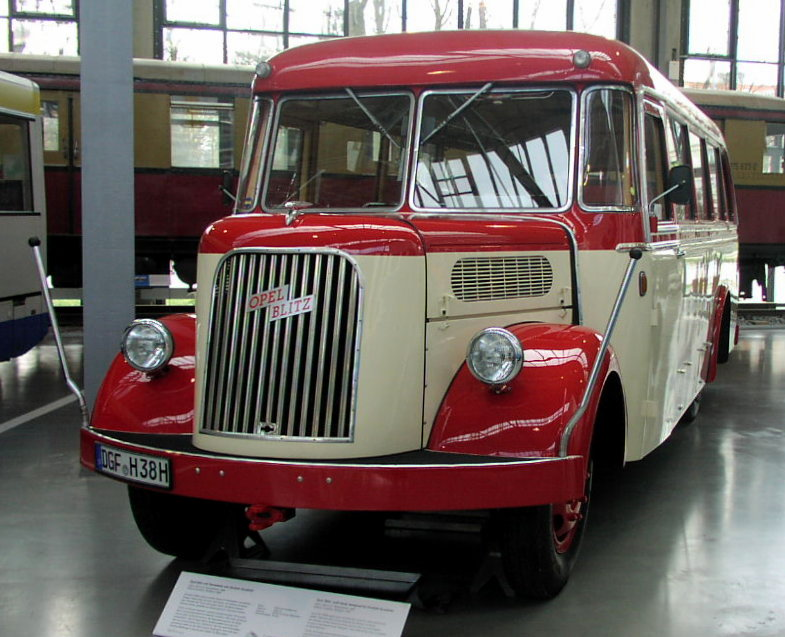
Auwärter社製ボディを架装したオペル・ブリッツ バス (1938)
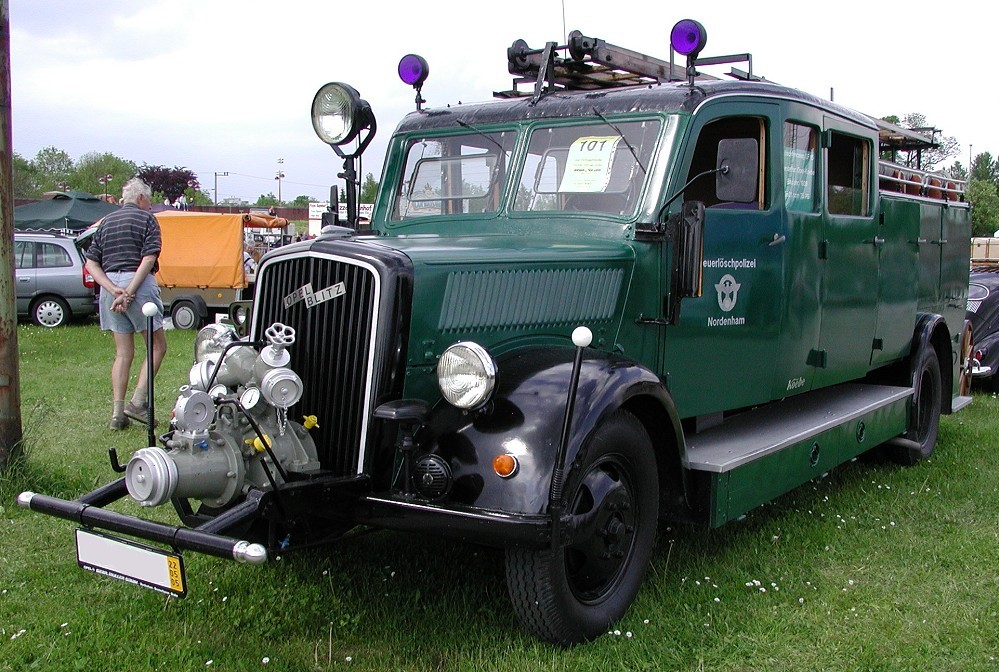
消防車仕様のオペル・ブリッツ LF 15 (1938)
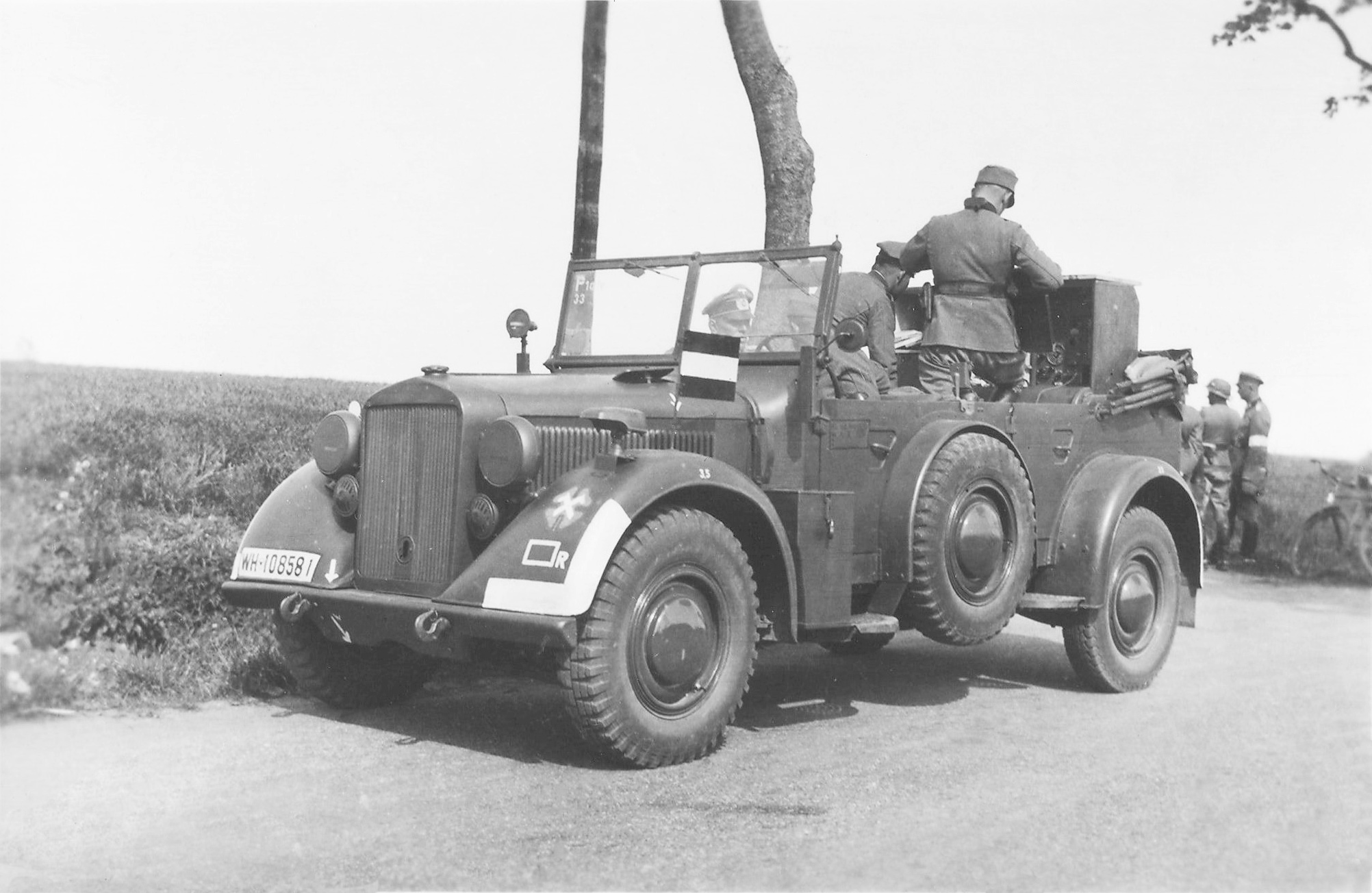
オペル社でも同型車がライセンス生産されたホルヒ901